# 沖縄リゾート コンシェルジュ具志堅陽子の名推理
『沖縄リゾート コンシェルジュ具志堅陽子の名推理』（おきなわりぞーとこんしぇるじゅぐしけんようこのめいすいり）は、2012年から2014年までテレビ東京・BSジャパン共同制作「水曜ミステリー9」で放送されたテレビドラマシリーズ。全2回。主演は浅野温子。
第2作のタイトルは『ホテルGメン 具志堅陽子の殺人推理』。
実在の沖縄リゾートホテル「ルネッサンス リゾート オキナワ」が舞台になっている。

## 登場人物

### 沖縄リゾートホテル「ルネッサンス リゾート オキナワ」
具志堅陽子
演 - 浅野温子（40年前：藤川心南〈第2作〉）
チーフコンシェルジュ。インスペクター（客室の点検係）を兼任。亡き両親との思い出を作ったホテルに感謝した事をきっかけに職を志す。両親は高校生の時に事故死。
飯山則之
演 - 金子貴俊（第1作）
フロントアシスタントマネージャー。手品が得意。10年前におもちゃ会社に勤務していた頃、東京で傷害事件で逮捕の前科を持つも、更生。
早乙女光太郎
演 - 上杉祥三
フロントマネージャー。
工藤浩美（弘美）
演 - 鈴木麻衣花
コンシェルジュ。陽子の部下。名前は第1作は「浩美」で、第2作は「弘美」になっている。
島袋麻奈
演 - 井上美琴（第1作）、Sharo（第2作）
コンシェルジュ。陽子の部下。
金城直哉
演 - 小渡俊彰（第1作）、池上リョヲマ（第2作）
ベルボーイ。
片山菜月（葉月）
演 - 西岡優妃（第1作）、藤森麻由（第2作）
第1作はルームキーパーで、第2作は客室スタッフ。名前は第1作は「菜月」で、第2作は「葉月」になっている。
泊玲子
演 - 永原あや（第2作）
レストランスタッフ。
宮田賢一郎
演 - 古谷一行
総支配人。鳴門のルネッサンスでホテルのいろはを学ぶ。陽子や飯山の過去を知り、飯山の前科を承知の上で更生を信じて採用している。

### その他
大城晃宏
演 - 宅麻伸（40年前：照屋晴〈第2作〉）
沖縄県警捜査一課の主任刑事。陽子の幼馴染。
具志堅とみ
演 - 平良とみ（第1作）
陽子の祖母。三線の講師。陽子と同居している。

### ゲスト
第1作「歪な密室」（2012年）
- 石河舞子（石河の妻） - 雛形あきこ
- 石河弘雄（伊志河コーポレーション 社長・入り婿） - 井田國彦
- 安西瑛子（石河の愛人） - 黒坂真美
- 須藤真治（石河の秘書） - 小須田康人
- 目黒靖（伊志河コーポレーション 専務） - 五代高之
- 仲里直彦（沖縄県警捜査一課 刑事） - 宮平安春
- 石河俊太（石河と舞子の息子） - 小林海人
- おばあちゃん - 宮内順子
- チンピラ - 村山靖

第2作「命の警護」（2014年）
- 新垣真紀子（シェフズ工房 パティシエ・慎一の元妻） - 井上和香
- 村上和彦（広告代理店社員） - 葛山信吾
- 石嶺（沖縄県警捜査一課 刑事） - 増澤ノゾム
- 今宮佐代子（慎一の母） - 新井晴み
- 郷田守（旅行代理店オーナー） - 三上市朗
- 郷田美奈子（郷田の妻） - 瀬戸カトリーヌ
- 吉田孝之（無職） - 山崎潤
- 今宮慎一（旅行代理店社員・1年前 ダイビング中に死亡） - 翁長大輔
- 南琉球大学法医学部 教授 - 津波信一
- 村上ゆかり（村上の娘） - 帆夏
- 村上弘夢（村上の息子・ゆかりの弟） - 大西利空
- 沖縄県警捜査一課 刑事 - 小渡俊彰
- 中嶋由美（医師） - 井上晴美
- 立石啓輔（沖縄県警捜査一課 警視） - 柏原収史

## スタッフ
- 脚本 - 深沢正樹、待田多香美
- 監督 - 楠田泰之
- 撮影 - 岩田憲
- 照明 - 鈴木敏雄
- ロケ協力 - ルネッサンスリゾートオキナワ
- 撮影協力 - OCVB沖縄フィルムオフィス、沖縄県警察、恩納村役場、沖縄ロケサポーターズ
- 技術協力 - アップサイド
- 美術協力 - KHKアート
- 装飾 - ケイプランニング
- ポスプロ - バスク、アムレック
- 劇用車 - マエダオート
- プロデューサー - 川村庄子（テレビ東京）、浦井孝行、櫻井美恵子
- 製作 - テレビ東京、BSジャパン、国際放映

## 放送日程
| 話数 | 放送日        | サブタイトル | 脚本       | 監督     |
| ---- | ------------- | ------------ | ---------- | -------- |
| 1    | 2012年7月25日 | 歪な密室     | 深沢正樹   | 楠田泰之 |
| 2    | 2014年7月23日 | 命の警護     | 待田多香美 | 楠田泰之 |

## 遅れネット
- ロケが実施された沖縄では2作とも琉球放送で放映された。

第1作 2012年8月7日（火）14:55〜16:53
第2作 2014年8月27日（水）14:55〜16:53
- 山陰放送では2012年9月7日の13:55〜15:50の放送枠で初放送している。